# Волошково (Запорожская область)
Волошково (укр. Волошкове) — село,
Проминевский сельский совет,
Мелитопольский район,
Запорожская область,
Украина.
До 2016 года село носило название Советское .
Код КОАТУУ — 2323086209. Население по переписи 2001 года составляло 23 человека.

## Географическое положение
Село Волошково находится на правом берегу реки Юшанлы,
выше по течению на расстоянии в 5 км расположено село Роскошное (Токмакский район),
ниже по течению на расстоянии в 0,5 км расположено село Отрадное,
на противоположном берегу — село Широкий Лан.

## История
- Советские войска освободили село от немецкой оккупации 19 сентября 1943 года[3].
- В 2015 году, после принятия на Украине закона о декоммунизации, было решено переименовать село. 26 октября 2015 года прошёл сход граждан, на котором проголосовали за новое название. Поскольку село расположено далеко от трассы, в лугах, сельчане хотели переименовать село в Луговое, но село Луговое уже есть в Мелитопольском районе. Поэтому решили назвать назвать село Волошковым в честь васильков (укр. волошка), которых здесь очень много[4].

## Население
- По переписи 2001 года Советское с населением 23 жителя (12 мужчин и 11 женщин) является одним из самых малонаселённых сёл Мелитопольского района.[5]
- В 2015 году в селе по документам проживало 7 человек, а в реальности ещё меньше[4].